# Phaisurella nigrifacies
Phaisurella nigrifacies är en stekelart som beskrevs av Heinrich 1938. Phaisurella nigrifacies ingår i släktet Phaisurella och familjen brokparasitsteklar. Inga underarter finns listade i Catalogue of Life.